# Amy Zapf
Amelie Sabine „Amy“ Zapf (* 16. November 1974 in Selb) ist eine deutsche Blues- und Jazzmusikerin (Piano, Orgel, Bass, Gesang, auch Gitarre, Komposition).

## Leben und Wirken
Zapf erhielt klassischen Klavier-, Orgel- und Gitarrenunterricht. Als Jugendliche trat sie in Jazz- und Bluesbands auf, bevor sie Kirchenmusik studierte. Später studierte sie an der Universität Bayreuth Physikalische Chemie (Promotion 2008). Im Jazzbereich besuchte sie Kurse bei Klaus Ignatzek und Martin Wind. 
Während ihres Studiums leitete Zapf die Jazzrock-Bigband Four and More. 1998 schloss sie sich mit der Sängerin Louey Moss zusammen, mit der sie deutschlandweit auftrat und 2003 das Album Broken vorlegte. 1999 zog sie nach Berlin, wo sie mit Roy Hargrove, Torsten Zwingenberger und mit Kurt Baloun auftrat. Mit Baloun, Bernd Kuchenbecker, Jan Hirte und Marcel van Cleef bildete sie die Bluesrock-Band Mad Dawgs, die 2009 den zweiten Platz beim Berliner Jazz & Blues Award belegte und 2010 das Album Live veröffentlichte. 2016 entstand mit dem Namoli Brennet Trio das Album Live in Germany. Weiterhin ist sie seit 2012 im Trio Rag Doll aktiv und gehörte zum Quartett von Angela Brown. Als Amelie Protscher (nach ihrer Heirat) war sie an Jocelyn B. Smiths Album Shine Ur Light (2019) beteiligt. Als Amelie Protscher legte sie zudem die CD When Language Was Innocent vor.

## Lexikalischer Eintrag
- Jürgen Wölfer: Jazz in Deutschland. Das Lexikon. Alle Musiker und Plattenfirmen von 1920 bis heute. Hannibal Verlag, St. Höfen 2008